# Wasił Kutinczew
Wasił Iwanow Kutinczew (bułg. Васил Иванов Кутинчев, ur. 25 lutego 1859 w Ruszczuku, zm. 30 marca 1941 w Sofii) – bułgarski wojskowy, generał piechoty.

## Życiorys
Był pierworodnym synem Iwana i Stojanki. Po ukończeniu szkoły w rodzinnej miejscowości rozpoczął pracę w szkole. W 1878 rozpoczął służbę wojskową, a w listopadzie naukę w szkole wojskowej w Sofii. Po ukończeniu szkoły służył w Silistrze, a następnie w Rachowie. W tym czasie uczył się języka rosyjskiego i tłumaczył rosyjskie regulaminy na język bułgarski. W 1883 objął dowództwo kompanii piechoty w Ruse. Dwa lata później trafił do 5 pułku piechoty w Jambole, który przygotowywał się do działań przeciwko Turcji.

## Wojna serbsko-bułgarska (1885)
Po wybuchu wojny z Serbią, jednostka Kutinczewa wyruszyła w kierunku Sliwnicy, gdzie rozegrała się kluczowa bitwa wojny. 5 listopada Kutinczew walczył na prawej flance wojsk bułgarskich. W czasie walk został ciężko ranny dowódca pułku, a jego miejsce zajął kapitan Kutinczew. Wyróżnił się w walce o Siniatą Czukę w dniu 6 listopada. W dalszej części wojny dowodzone przez Kutinczewa oddziały dołączyły do majora Petko Stojanowa, zdobywając Dragoman i Caribrod. Wojnę zakończył, biorąc udział w zdobyciu Pirotu (15 listopada 1885). Po zakończeniu wojny powrócił do Sofii, a rok później został przeniesiony do Ruse. Za udział w wojnie został odznaczony Orderem Waleczności IV klasy.

## W sądzie wojskowym i w sztabie
W styczniu 1887 Kutinczew objął dowództwo 10 pułku rodopskiego, a po awansie na majora 1 pułku sofijskiego. W tym czasie zajmował się kwestiami przezbrojenia armii i wyposażenia jednostek bułgarskich w  karabiny szybkostrzelne Mannlicher. Od 1888 pełnił funkcję przewodniczącego sądu wojskowego w Starej Zagorze, a następnie sądu wojskowego w Sofii. W 1890 przewodniczył komisji śledczej badającej sprawę spisku oficerów, kierowanego przez Kostę Panica. W tym czasie pełnił funkcję tymczasowego zwierzchnika departamentu sądownictwa wojskowego w ministerstwie wojny.
W latach 1893–1899 pełnił służbę w sztabach dywizji. W styczniu 1899 objął stanowisko dowódcy brygady 5 dunajskiej dywizji piechoty, a następnie podobne stanowisko w 1 sofijskiej dywizji piechoty. Po wybuchu powstania ilindeńskiego w 1903 stacjonował w Dupnicy, zajmując się przygotowaniem obrony granic przed ewentualną agresją osmańską. W tym samym roku po raz pierwszy objął dowództwo dywizji, przyjmując komendę nad 6 dywizją piechoty. W 1904 otrzymał pierwszy stopień generalski.

## Wojny bałkańskie
W 1912, w chwili wybuchu I wojny bałkańskiej, Kutinczew dowodził 1 Okręgiem Inspekcyjnym. Po objęciu dowództwa nad 1 Armią rozpoczął działania ofensywne w kierunku Stambułu. Podległe mu oddziały brały udział w bitwach pod Łozengradem i Kirkareli. Po niepowodzeniach armii bułgarskiej w bitwie pod Czataldżą, Kutinczew objął dowództwo nad siłami bułgarskimi operującymi pod Adrianopolem i Czatałdzą. Sukcesy, które odniósł w tych działaniach zostały nagrodzone przyznaniem Kutinczewowi Orderu Waleczności II klasy.
W czasie II wojny bałkańskiej 1 Armia, dowodzona przez Kutinczewa działała na północnym kierunku operacyjnym, osiągając znaczne sukcesy w walce z Serbami i osiągając linię rzeki Timok. Atak rumuński na terytorium Bułgarii spowodował konieczność wycofania jednostek bułgarskich z Serbii, a generał Kutinczew został oddany do dyspozycji Naczelnego Dowództwa. Pod koniec wojny objął dowództwo zdziesiątkowanej 2 armii. Po zakończeniu działań wojennych powrócił na stanowisko dowódcy 1 Okręgu Inspekcyjnego.

## I wojna światowa
W 1915 Kutinczew otrzymał propozycję kierowania ministerstwem wojny ale odrzucił tę propozycję, sprzeciwiając się wyborowi gen. Nikoły Żekowa na głównodowodzącego armii bułgarskiej. W czasie wojny pracował w sztabie, a od listopada 1915 pełnił funkcję komendanta Morawskiego Inspektoratu Wojskowego. W maju 1917 został przeniesiony w stan spoczynku. 23 października 1918 otrzymał awans na generała piechoty, w grudniu 1918 przeszedł do rezerwy. Zmarł w 1941 w Sofii.

## Życie prywatne
Był dwukrotnie żonaty. Ze związku z Anastazją Witanową miał trzech synów i córkę.

## Awanse
- podporucznik (Подпоручик) (1879)
- porucznik  (Поручик) (1882)
- kapitan  (Kапитан) (1885)
- major  (Майор) (1887)
- podpułkownik  (Подполковник) (1891)
- pułkownik  (Полковник) (1895)
- generał major  (Генерал-майор) (1904)
- generał porucznik (Генерал-лейтенант) (1912)
- generał piechoty (Генерал от пехотата) (1918)

## Odznaczenia
- Order Waleczności 2. i 4. st. II klasy
- Order Świętego Aleksandra I i V stopnia
- Order Zasługi Wojskowej II stopnia
- Order Stara Płanina I stopnia z mieczami